# Supercoppa dei Paesi Bassi 2007
La Supercoppa dei Paesi Bassi 2007 (ufficialmente Johan Cruijff Schaal XII) è stata la diciottesima edizione della Johan Crujiff Schall.
Si è svolta l'11 agosto 2007 all'Amsterdam ArenA tra il PSV Eindhoven, vincitore della Eredivisie 2006-2007, e l'Ajax, vincitore della Coppa dei Paesi Bassi 2006-2007.
A conquistare il titolo è stato l'Ajax che ha vinto per 1-0 con rete di Gabri.

## Partecipanti
| Squadre | Qualificazione                                  | Partecipazioni precedenti (il grassetto indica la vittoria)           |
| ------- | ----------------------------------------------- | --------------------------------------------------------------------- |
| PSV     | Vincitore della Eredivisie 2006-2007            | 11 (1991, 1992, 1996, 1997, 1998, 2000, 2001, 2002, 2003, 2005, 2006) |
| Ajax    | Vincitore della Coppa dei Paesi Bassi 2006-2007 | 10 (1993, 1994, 1995, 1996, 1998, 1999, 2002, 2004, 2005, 2006)       |

## Tabellino
| Arbitro: | Bossen |

|           |           |  |
| Gabri 43’ | Marcatori |  |

| Ajax | PSV Eindhoven |

### Formazioni
| Ajax:           |    |                      |     |     |
|                 |    |                      |     |     |
| P               | 1  | Maarten Stekelenburg |     |     |
| D               | 20 | George Ogăraru       |     | 26’ |
| D               | 3  | Jaap Stam (c)        |     | 46’ |
| D               | 4  | Thomas Vermaelen     |     |     |
| D               | 31 | Jürgen Colin         |     |     |
| C               | 18 | Gabri                |     |     |
| C               | 2  | John Heitinga        | 83’ |     |
| C               | 5  | Urby Emanuelson      |     |     |
| C               | 7  | Kennedy Bakırcıoğlu  |     | 81’ |
| A               | 9  | Klaas-Jan Huntelaar  |     |     |
| A               | 19 | Dennis Rommedahl     |     |     |
| A disposizione: |    |                      |     |     |
| P               | 30 | Dennis Gentenaar     |     |     |
| D               | 25 | Gregory van der Wiel |     | 26’ |
| C               | 6  | Hedwiges Maduro      |     | 81’ |
| C               | 24 | Mitchell Donald      | 78’ | 46’ |
| C               | 26 | Jeffrey Sarpong      |     |     |
| C               | 27 | Vurnon Anita         |     |     |
| A               | 34 | John Goossens        |     |     |
| Allenatore:     |    |                      |     |     |
| Henk ten Cate   |    |                      |     |     |

| PSV:            |    |                       |     |     |
|                 |    |                       |     |     |
| P               | 1  | Gomes                 |     |     |
| D               | 2  | Jan Kromkamp          |     | 46’ |
| D               | 18 | Eric Addo             |     |     |
| D               | 3  | Carlos Salcido        |     |     |
| D               | 5  | Mike Zonneveld        |     |     |
| C               | 8  | Édison Méndez         |     | 60’ |
| C               | 6  | Timmy Simons (c)      |     |     |
| C               | 20 | Ibrahim Afellay       |     |     |
| C               | 16 | Ismaïl Aissati        | 83’ |     |
| C               | 28 | Otman Bakkal          |     |     |
| A               | 19 | Jonathan Reis         |     |     |
| A disposizione: |    |                       |     |     |
| P               | 21 | Bas Roorda            |     |     |
| D               | 4  | Manuel da Costa       |     |     |
| D               | 13 | Alcides               |     | 46’ |
| C               | 15 | Jason Čulina          |     | 60’ |
| C               | 25 | John de Jong          |     |     |
| C               | 26 | Tommie van der Leegte |     |     |
| A               | 29 | Género Zeefuik        |     | 73’ |
| Allenatore:     |    |                       |     |     |
| Ronald Koeman   |    |                       |     |     |